# فهرست قنات‌های شهرستان سپیدان
جدول زیر بر اساس آمار وزارت جهاد کشاورزی تهیه شده‌است. فهرست زیر قنات‌های شهرستان سپیدان در استان فارس را نشان می‌دهد.
| نام قنات                      | موقعیت                   | نزدیک‌ترین روستا | طول قنات (متر) | تعداد میله چاه | عمق مادر چاه | دبی (لیتر بر ثانیه) | سطح زیر کشت (هکتار) |
| ----------------------------- | ------------------------ | --------------- | -------------- | -------------- | ------------ | ------------------- | ------------------- |
| بارجان                        | بخش بیضاء شهرستان سپیدان | بارجان          | ۱۲۰۰           | ۳۰             | ۳٫۵          | ۴۰                  | ۳۰۰                 |
| بام زرین                      | بخش بیضاء شهرستان سپیدان | گردان           | ۱۲۰۰           | ۰              | ۱۰           | ۱۸                  | ۱۷۵                 |
| بخسک                          | بخش بیضاء شهرستان سپیدان | حاجی‌آباد        | ۳۰۰۰           | ۶۰             | ۴            | ۲۴                  | ۴۵۰                 |
| برمک                          | بخش بیضاء شهرستان سپیدان | علی‌آباد سرتل    | ۵۰۰            | ۲۰             | ۳            | ۱۶                  | ۶۰۰                 |
| بشکان                         | بخش بیضاء شهرستان سپیدان | هزار            | ۵۰۰            | ۶۰             | ۸            | ۱۰                  | ۱۷۰                 |
| بغدادشاه                      | بخش بیضاء شهرستان سپیدان | سه تلان         | ۱۲۰۰           | ۶۰             | ۵            | ۲۴                  | ۰                   |
| بنیان                         | بخش بیضاء شهرستان سپیدان | قلعه نو         | ۱۵۰۰           | ۴۰             | ۲۵           | ۳۲                  | ۰                   |
| بهشت‌آباد                      | بخش بیضاء شهرستان سپیدان | بهشت‌آباد        | ۱۶۰۰           | ۸۰             | ۶            | ۱۴                  | ۱۵۰                 |
| بهمنی                         | بخش بیضاء شهرستان سپیدان | بهمنی           | ۲۳۰۰۰          | ۱۰             | ۹            | ۱۶                  | ۰                   |
| بی سمائی                      | بخش بیضاء شهرستان سپیدان | سعادت‌آباد       | ۲۵۰            | ۱۰             | ۵            | ۱۲                  | ۱۵۰                 |
| بیضاء کومه                    | بخش بیضاء شهرستان سپیدان | قوامچه          | ۸۰۰            | ۲۶             | ۵٫۵          | ۳۰                  | ۰                   |
| بین زمینیهای منصور و بغدادشاه | بخش بیضاء شهرستان سپیدان | سه تلان         | ۱۲۰۰           | ۰              | ۰            | ۶                   | ۱۷۵                 |
| تنگ خیاره                     | بخش بیضاء شهرستان سپیدان | تنگ چناره       | ۲۵۰            | ۱۷             | ۱۸           | ۳۰                  | ۰                   |
| جلگه زاوه                     | بخش بیضاء شهرستان سپیدان | صادق‌آباد        | ۵۱۰            | ۳۰             | ۶٫۵          | ۹۰                  | ۱۵۰                 |
| جهان نما                      | بخش بیضاء شهرستان سپیدان | جهان نما        | ۱۰۰۰           | ۳۰             | ۱۲           | ۲۴                  | ۱۵۰                 |
| حاج باقری                     | بخش بیضاء شهرستان سپیدان | کوشک هزار       | ۴۰۰            | ۲۵             | ۱۲           | ۵۵                  | ۳۰۰                 |
| حبش‌آباد                       | بخش بیضاء شهرستان سپیدان | حبش‌آباد         | ۹۰۰            | ۲۰             | ۶            | ۲۴                  | ۰                   |
| حسین‌آباد                      | بخش بیضاء شهرستان سپیدان | قاسم‌آباد        | ۲۵۰۰           | ۱۵۰            | ۷            | ۱۲                  | ۰                   |
| حوض بزرگ                      | بخش بیضاء شهرستان سپیدان | برکه            | ۲۵۰            | ۶              | ۲۱           | ۲۰                  | ۱۰۵                 |
| خفریان                        | بخش بیضاء شهرستان سپیدان | سینان           | ۱۵۰۰           | ۴۰             | ۷            | ۱۵                  | ۳۰۰                 |
| خون گاوی                      | بخش بیضاء شهرستان سپیدان | قوامچه          | ۴۰۰            | ۲۰             | ۳            | ۸                   | ۰                   |
| خیرآباد                       | بخش بیضاء شهرستان سپیدان | خیرآباد         | ۲۰۰۰           | ۸۰             | ۱۰           | ۲۷                  | ۰                   |
| دول جه                        | بخش بیضاء شهرستان سپیدان | علی‌آباد سرتل    | ۰              | ۰              | ۰            | ۱۲                  | ۶۰۰                 |
| راه نجانی                     | بخش بیضاء شهرستان سپیدان | صادق‌آباد        | ۱۰۰۰           | ۴۰             | ۷            | ۸                   | ۱۵۰                 |
| زارعینچوبی بزرگ""             | بخش بیضاء شهرستان سپیدان | فخرآباد         | ۱۲۰۰           | ۱۲             | ۷            | ۲۲                  | ۲۱۰                 |
| زیادآباد                      | بخش بیضاء شهرستان سپیدان | زیادآباد        | ۳۲۰            | ۲۴             | ۷            | ۱۸                  | ۱۲۰                 |
| زینی                          | بخش بیضاء شهرستان سپیدان | روستای برکه     | ۲۵۰            | ۳              | ۸            | ۸                   | ۱۲٫۲۵               |
| سربیشه                        | بخش بیضاء شهرستان سپیدان | سه تلان         | ۱۵۰۰           | ۷۵             | ۶            | ۱۲                  | ۱۵۰                 |
| سسنیان                        | بخش بیضاء شهرستان سپیدان | سسنیان          | ۲۰۰۰           | ۵۰             | ۷            | ۲۴                  | ۳۰۰                 |
| سهل‌آباد                       | بخش بیضاء شهرستان سپیدان | سهل‌آباد         | ۲۰۰۰           | ۷۰             | ۸            | ۲۰                  | ۰                   |
| شاخه آقابابائی                | بخش بیضاء شهرستان سپیدان | شیخ عبود        | ۶۰۰            | ۳۰             | ۵            | ۱۶                  | ۴۵۰                 |
| شاخه خونی                     | بخش بیضاء شهرستان سپیدان | شیخ عبود        | ۱۰۰۰           | ۵۰             | ۳            | ۰                   | ۴۵۰                 |
| شاخه کوربلاغشاخه اول""        | بخش بیضاء شهرستان سپیدان | شیخ عبود        | ۳۰۰            | ۱۰             | ۱۵           | ۱۲                  | ۴۱۵                 |
| شرقی                          | بخش بیضاء شهرستان سپیدان | پشکان           | ۶۰۰            | ۱۰             | ۷            | ۸                   | ۱۴۰                 |
| شمس‌آباد                       | بخش بیضاء شهرستان سپیدان | شمس‌آباد         | ۵۰۰۰           | ۱۵۰            | ۰            | ۱۴                  | ۰                   |
| شمس‌آباد قرق رشته میلان        | بخش بیضاء شهرستان سپیدان | شمس‌آباد قرق     | ۲۰۰۰           | ۱۰۰            | ۷            | ۴                   | ۰                   |
| شیدان                         | بخش بیضاء شهرستان سپیدان | شیدان           | ۱۰۰۰           | ۸۰             | ۵            | ۰                   | ۰                   |
| شیرو                          | بخش بیضاء شهرستان سپیدان | قوامچه          | ۴۰۰            | ۲۰             | ۴            | ۱۵                  | ۱۲۰                 |
| صحرای سربیشه                  | بخش بیضاء شهرستان سپیدان | قوامچه          | ۲۰۰            | ۱۰             | ۳            | ۴                   | ۲۵۰                 |
| صحرای قلعه نو                 | بخش بیضاء شهرستان سپیدان | قوامچه          | ۶۵۰            | ۳۰             | ۴            | ۱۶                  | ۲۵۰                 |
| صغاد رونی                     | بخش بیضاء شهرستان سپیدان | ابراهیم‌آباد     | ۲۴۰۰           | ۱۵۰            | ۱۸           | ۱۴                  | ۳۵۰                 |
| صغادسرخ                       | بخش بیضاء شهرستان سپیدان | ملیان           | ۲۰۰۰           | ۸۰             | ۰            | ۳۶                  | ۰                   |
| صفی‌آباد                       | بخش بیضاء شهرستان سپیدان | دشمن زیاری      | ۶۰۰            | ۲۵             | ۲۰           | ۱۲                  | ۲۶۰۰                |
| قصرملا                        | بخش بیضاء شهرستان سپیدان | قصرملا          | ۱۲۰۰           | ۴۰             | ۸            | ۱۲                  | ۶۰                  |
| قلعه نجان شاخه بغل شرکت نفت   | بخش بیضاء شهرستان سپیدان | شیخ عبود        | ۵۰۰            | ۲۰             | ۲۰           | ۱۰                  | ۴۱۵                 |
| قم‌آباد                        | بخش بیضاء شهرستان سپیدان | قلعه نو         | ۲۰۰۰           | ۷۵             | ۲۵           | ۱۰                  | ۸۰                  |
| قوام‌آباد                      | بخش بیضاء شهرستان سپیدان | خیرآباد         | ۱۰۰۰           | ۳۰             | ۴            | ۳۰                  | ۰                   |
| محمودآباد                     | بخش بیضاء شهرستان سپیدان | ابراهیم‌آباد     | ۲۴۰۰           | ۱۸۰            | ۲۱           | ۷۰                  | ۰                   |
| مرزگار                        | بخش بیضاء شهرستان سپیدان | کوشک هزار       | ۲۰۰            | ۰              | ۴            | ۱۶                  | ۳۰۰                 |
| مرغ‌آباد                       | بخش بیضاء شهرستان سپیدان | دشمن زیاری      | ۶۰۰            | ۳۰             | ۲۵           | ۶                   | ۲۶۰۰                |
| مزرعه علی‌آباد                 | بخش بیضاء شهرستان سپیدان | شیخ عبود        | ۲۵۰۰           | ۷۰             | ۱۰           | ۰                   | ۰                   |
| مزرعه منصورآباد               | بخش بیضاء شهرستان سپیدان | شمس‌آباد قرق     | ۲۰۰            | ۶              | ۴            | ۸                   | ۳۰۰                 |
| مقصودآباد                     | بخش بیضاء شهرستان سپیدان | سه تلان         | ۱۰۰۰           | ۰              | ۰            | ۰                   | ۲۵۰                 |
| ملیان                         | بخش بیضاء شهرستان سپیدان | ملیان           | ۴۴۰            | ۱۱             | ۱۲           | ۳۰                  | ۲۰۰                 |
| مه لک                         | بخش بیضاء شهرستان سپیدان | فخرآباد         | ۰              | ۰              | ۰            | ۲۰                  | ۱۵۰                 |
| مهرآباد                       | بخش بیضاء شهرستان سپیدان | فخرآباد         | ۱۰۰۰           | ۱۲             | ۷            | ۱۶                  | ۰                   |
| مهرانگان                      | بخش بیضاء شهرستان سپیدان | پشکان           | ۷۰۰            | ۱۰             | ۷            | ۸                   | ۱۴۰                 |
| میان قلعه                     | بخش بیضاء شهرستان سپیدان | کوشک هزار       | ۲۰۰            | ۱۰             | ۳            | ۲۴                  | ۳۰۰                 |
| میرزااحمدی                    | بخش بیضاء شهرستان سپیدان | تنگ چناره       | ۳۵۰            | ۱۴             | ۱۳           | ۲۴                  | ۰                   |
| نصیرآباد                      | بخش بیضاء شهرستان سپیدان | زیادآباد        | ۱۵۰۰           | ۰              | ۵            | ۱۲                  | ۱۲۰                 |
| نظام‌آباد                      | بخش بیضاء شهرستان سپیدان | قاسم‌آباد        | ۴۰۰            | ۳۰۰            | ۰            | ۲۴                  | ۰                   |
| نو                            | بخش بیضاء شهرستان سپیدان | علی‌آباد قرق     | ۱۵۰۰           | ۸۰             | ۶            | ۴                   | ۳۲                  |
| نورآباد                       | بخش بیضاء شهرستان سپیدان | سینان           | ۱۵۰۰           | ۴۰             | ۷            | ۲۰                  | ۳۰۰                 |
| پای کمر                       | بخش بیضاء شهرستان سپیدان | علی‌آباد سرتل    | ۲۰۰            | ۵              | ۳            | ۶۴                  | ۶۰۰                 |
| چغابه                         | بخش بیضاء شهرستان سپیدان | ملیان           | ۳۰۰۰           | ۱۵۰            | ۹            | ۱۵                  | ۰                   |
| کهنه                          | بخش بیضاء شهرستان سپیدان | علی‌آباد قرق     | ۱۴۰۰           | ۷۵             | ۶            | ۸                   | ۳۲۰                 |
| گراسفیدان                     | بخش بیضاء شهرستان سپیدان | کوشک هزار       | ۳۰۰            | ۱۸             | ۱۲           | ۴۶                  | ۳۰۰                 |
| گروان                         | بخش بیضاء شهرستان سپیدان | گروان           | ۱۷۰۰           | ۶۰             | ۱۲           | ۰                   | ۲۱۰                 |
| گورک                          | بخش بیضاء شهرستان سپیدان | ملیان           | ۴۰۰            | ۱۰             | ۱۴           | ۱۵                  | ۰                   |
| یحیی‌آباد                      | بخش بیضاء شهرستان سپیدان | یحیی‌آباد        | ۲۰۰۰           | ۵۰             | ۵٫۵          | ۱۶                  | ۲۰۰                 |